# Passiflora campanulata
Passiflora campanulata är en passionsblomsväxtart som beskrevs av Maxwell Tylden Masters. Passiflora campanulata ingår i släktet passionsblommor, och familjen passionsblomsväxter. Inga underarter finns listade i Catalogue of Life.